# سوريا ستريم
سوريا ستريم هي منصة رقمية يُديرها «قسم نيوميديا» في تلفزيون سوريا التابع لمجموعة فضاءات ميديا.

## الإنتاج
أطلقت المنصة عدداً كبيراً من البرامج التلفزيونية بالإضافة لإشرافها على عدد كبير من التقارير الإعلامية التي تُبث على شاشة التلفاز ومواقع التواصل الاجتماعي والتي تعني الشأن السوري بكافة مفاصله وتسليط الضوء على معاناته وأحواله بالإضافة لتغطية الأحداث العالمية، ومن أهم هذه البرامج:
- خلصت وفشلت: برنامج كوميدي اجتماعي ساخر، يطرح ويناقش المشكلات المعيشية والاجتماعية والاقتصادية اليومية التي تعترض المواطن السوري، بأسلوب بسيط يعتمد على الكوميديا السوداء ويوظف الدراما في عرض المواضيع عبر «سكيتشات قصيرة».
- وكنت شاهداً: برنامج يروي فيه الناشط الإعلامي هادي العبد الله قصصاً وأحداثاً جرت خلال الثورة السورية.
- سوريا ريفيو: برنامج يسلط الضوء على قضايا سورية بارزة.
- كوبي بيست: برنامج يستعرض قضايا وأحداث جرت في سوريا وما يشبهها على الساحة العربية.
- نيوزجي: برنامج يُعرض فيه أبرز وأهم القضايا الغربية والعالمية التي انشغل عنها المواطن السوري والعربي.
- تلك حكايتي: برنامج يعرض عشرات القصص والمواضيع الخاصة لأشخاص سوريين تغيير واقع العشرات من أبطال هذه القصص عبر فقرة «تلك حكايتي».
- ديستوبيا عربي: برنامج بحثي علمي فكري، يعتمد على تبسيط العلوم في شتى المجالات.
- القصة الكاملة: برنامج يسرد قصة شخصية كاملة من الواقع السوري لشخصية مشهورة أو غير ذلك.
- فيلمجي: برنامج يسرد خلفيات الأفلام وأسباب عرضها واسقاطاتها.
- رمضان بخيمة: برنامج رمضاني يصور معاناة السوريين خلال شهر رمضان.
- على الخريطة: برنامج يرصد التغيرات السياسية والجيوسياسية على الأرض السورية.
- new media: برنامج يسلط الضوء على أبرز القضايا المنتشرة على منصات الميديا أو المتعلقة بها.